# Didier Sustrac
 (mars 2022).
Si vous disposez d'ouvrages ou d'articles de référence ou si vous connaissez des sites web de qualité traitant du thème abordé ici, merci de compléter l'article en donnant les références utiles à sa vérifiabilité et en les liant à la section « Notes et références ».
Didier Sustrac est un auteur-compositeur-interprète et auteur d'ouvrages pour la jeunesse et de romans Français, né le 14 décembre 1959 à Grasse (Alpes-Maritimes).

## Biographie
Né en 1959 à Grasse , Didier Sustrac s’empare de la guitare familiale dès sa huitième année. Dix ans plus tard, nourri des récits de sa grand-mère poétesse et peintre, il part explorer le Venezuela. Puis le Brésil, et la découverte de la bossa nova. 
Son premier album Zanzibar sort en 1993.
Didier Sustrac est également auteur d'un roman et de contes pour enfants.

## Collaborations
- 1999 : Jane Fostin : Blues de Billie
- 2002 : Nana Mouskouri : Voir le monde
- 1998 : Maurane : J’t’ai pas tout dit
- 1995 avec Chico Buarque - Blues indigo : ça sert à quoi
- 1996 avec Michel Fugain : Jusqu'à demain peut-être (sur Petites fêtes entre amis)
- 1998 avec Ricardo Vilas : sur l'album Bem Brasil
- 2003 : duo avec Claude Nougaro : Cogne sur l'album Matière Première
- 2016 : duo avec Pierre Barouh : Samba saravah dans l'album Ostende Bossa
- 2016 : duo avec David Linx : Moussaillon sur l'album Ostende Bossa
- 2016 : duo avec Camila Costa : Rua Madureira sur l'album Ostende Bossa

### Production
- En 2000, il produit l'album de Marcio Faraco Ciranda et y chante en duo : Nostalgia

Il écrit également des chansons, entre autres pour Jane Fostin (Blues de Billie).

## Publications
- 2000 : Busca Vida, éditions Orphie
- 2007 : Chut le roi pourrait t’entendre, conte pour enfants, prix de l’éducation enfantine, Gautier-Languereau
- 2009 : Mon grand livre des papas, Thomas Jeunesse
- 2010 : Le Capitaine Pff et le Dragon rouge, Thomas Jeunesse
- 2016 : Je hais les DJ's, Roman, Lulu.com